# ComicsAlliance
ComicsAlliance — сайт, посвящённый индустрии комиксов. Принадлежит Townsquare Media.

## История
ComicsAlliance был основан в 2007 году и принадлежал AOL. На нём были представлены статьи разных критиков. В 2009 году Лора Хадсон стала главным редактором сайта. В 2012 году она покинула ComicsAlliance, а бывший редактор Vertigo Comics Джо Хьюз стал новым главным редактором.
26 апреля 2013 года компании ComicsAlliance и AOL Music внезапно закрылись. 2 июня 2013 года AOL продала сайт компании Townsquare Media. Старая команда осталась на ComicsAlliance.
В 2015 году сайт получил премию Айснера в категории «Best Comics Periodical/Journalism».
В апреле 2017 года компания Townsquare Media приостановила деятельность сайта, уволив редакцию.